# Славонија, Барања и Западни Срем (1991—1992)
Славонија, Барања и Западни Срем је била српска аутономна област у источној Хрватској, успостављена током ратова на простору бивше Југославије. Проглашена је 25. јуна 1991. године под називом Аутономна област Славонија, Барања и Западни Срем, а потом је 25. септембра 1991. године преименована и од тада је постојала под називом Српска област Славонија, Барања и Западни Срем. Дана 26. фебруара 1992. године укључена је у састав Републике Српске Крајине. Обухватала је ослобођене делове географских области источне Славоније, западног Срема и Барање.
Након пропасти Републике Српске Крајине 1995. године, област је преуређена у посебан српски ентитет под називом Источна Славонија, Барања и Западни Срем који је након потписивања Ердутског споразума и завршетка Прелазне управе ОУН за Источну Славонију, Барању и Западни Срем реинтегрисан у државни оквир Републике Хрватске, почетком 1998. године.

## Историја
Након доношења новог Устава Републике Хрватске, који је проглашен 22. децембра 1990. године, скупина политичких првака српског народа са подручја Славоније, Барање и Западног Срема је 7. јануара 1991. године приступила стварању Српског националног вијећа за Славонију, Барању и Западни Срем. Током прве половине 1991. године, у време заоштравања југословенске кризе, ово политичко тело је деловало у циљу заштите права српског народа у поменутим областима, залажући се за њихов останак у саставу Југославије. Дана 25. јуна 1991. године, Хрватска је прогласила једнострано отцепљење од Југославије, услед чега су представници српског народа из поменутих области на својој Великој народној скупштини, која је одржана истога дана у Борову Селу, прогласили стварање посебног политичког ентитета, који је назван: Аутономна област Славонија, Барања и Западни Срем (АОСБЗС). Према одлуци скупштине, дотадашње Српско национално вијеће је наставило да делује као извршни орган АОСБЗС.
Иако је првобитна замисао била да се стварањем АОСБЗС изврши обједињавање и политичко организовање српског народа из целе Славоније, како источне тако и западне, накнадно је дошло до посебног организовања српских првака са подручја Западне Славоније, услед чега је делатност АОСБЗС у пракси сведена на источну Славонију, са Барањом и западним Сремом.
На заседању Велике народне скупштине, које је одржано 25. септембра 1991. године у Белом Манастиру (Барања), усвојен је Уставни закон као највиши правни акт, а област је преименована и од тада је носила званични назив: Српска област Славонија, Барања и Западни Срем (СОСБЗС). На потоњим заседањима усвојени су посебни закони о територијалној организацији, обласној влади и другим органима и службама обласне управе. У исто време, током јесени 1991. године, дошло је до ескалације оружаних сукоба, током којих је извршено успостављање фактичке власти СОСБЗС у најисточнијем делу Славоније, северном делу Западног Срема, као и на подручју Барање. Крајем 1991. године, фактичке границе СОСБЗС су утврђене на линији фронта која се усталила након окончања прве фазе рата у Хрватској.
Крајем 1991. године, отпочели су разговори између СОСБЗС и руководства САО Крајине у циљу уједињења. 
На заседању Велике народне скупштине, које је одржано 19. децембра 1991. године у Белом Манастиру, донете су одлуке у прилог државног уједињења српских области и усвајања заједничког устава, али због неусаглашености са одлукама које су истога дана биле донете у Книну, процес уједињења није могао бити спроведен у дело. Наиме, приликом стварања Републике Српске Крајине, која је проглашена 19. децембра на Уставотворној скупштини у Книну, усвојен је и Устав Републике Српске Крајине у коме је било назначено да се новопроглашена држава састоји само од територије дотадашње САО Крајине (чл. 3), без икаквог помена других српских области.
Тек након подужег усаглашавања и бурних политичких расправа, СОСБЗС је 26. фебруара 1992. године, након усвајања амандмана на Устав РСК, коначно ушла у састав Републике Српске Крајине. Унутар државно-правног поретка РСК, подручје СОСБЗС је испрва имало посебну обласну администрацију, која је накнадно укинута. До августа 1995. године, подручје СОСБЗС је фактички било део Републике Српске Крајине, док су према Резолуцији Савета безбедности ОУН 753 све области под заштитом ОУН формално биле сматране као део Хрватске. Након пропасти Републике Српске Крајине у лето 1995. године, дошло је до склапања Ердутског споразума, којим је раније подручје СОСБЗС преуређено у посебан српски ентитет под називом Источна Славонија, Барања и Западни Срем. Почетком 1998. године, након завршетка Прелазне управе ОУН за Источну Славонију, Барању и Западни Срем, ово подручје је реинтегрисано у државни оквир Републике Хрватске.

## Географија
Подручје СО СБЗС налазило се у јужном делу Панонске низије. Источну границу области је највећим делом чинила река Дунав, док је трећину западне границе чинила река Драва. Парк природе Копачки рит који се налази у близини ушћа Драве и Дунава, формирао је велику географску препреку — није било путних и жељезничких веза између Барање и јужних делова територије, осим са Србијом. Остале границе нису биле природне: граница са Мађарском на северу је постојала од времена Краљевине Срба, Хрвата и Словенаца, источна граница са Савезном Републиком Југославијом делимично је постојала од времена Краљевине Славоније (на Дунаву), док је делом повучена након стварања ФНРЈ. Граница са остатком Хрватске на западу и југу формирана је након што су успостављени фронтови током прве фазе рата у Хрватској у јесен 1991. године.

## Становништво
Становништво регије било је етнички мјешовито. Прије рата, укупан број становника на подручје области је био 192.163, од чега је било:
- 90.454 (47%) Хрвата,
- 61.492 (32%) Срба,
- 40.217 (21%) осталих (Мађара, Рома, Нијемаца, Русина, Словака итд).

Током рата (1991—1995), од укупно 160.000 становника у овој области 109.500 су били Срби, што значи се укупни број Срба у области удвостручио, док се општа популација смањила.
Оптужница за ратне злочине пред Међународним кривичним судом за бившу Југославију против вође Срба у тој области, Горана Хаџића, указује да је над хрватским и другим несрпским становништво у тој области вршен прогон, истребљење или убиства.

## Општине и насеља
Током постојања РСК, област је била подијељена у 5 општина:
- Бели Манастир, у Барањи
- Даљ и Тења, у Славонији
- Вуковар и Мирковци, у Срему

Главна градска насеља била су Вуковар и Бели Манастир, а друга значајнија места била су Борово Село, Дарда, Даљ, Илок и Тења.

## Привреда
Рељеф области је био равничарски са развијеном пољопривредом (највише узгој пшенице), а у регији је било и винограда и шума. Нафтна поља Ђелетовци се налазе између села Ђелетовци, Бановци и Нијемци.

## Саобраћај
Саобраћај преко Ауто-пута Братство и јединство (данас А3) прекинут је формирањем аутономне области. Водени саобраћај преко Дунава настављен је несметано. Драва у то вријеме није била пловна. Жељезнички саобраћај између Загреба и Београда и саобраћајна веза између Сарајева и Будимпеште која је пролазила кроз то подручје била је затворена.

## Политика
Састав Владе СО Славоније, Барање и Западног Срема од 25. септембра 1991. до 26. фебруара 1992. године:
- предсједник Владе: Горан Хаџић
- потпредсједник: Младен Хаџић
- потпредсједник: Драган Сабљаковић
- министар одбране: Илија Којић
- министар унутрашњих послова: Борислав Богуновић
- министар спољашњих послова: Часлав Оцић
- министар ратне привреде: Витомир М. Деветак
- министар финансија: Богдан Војновић
- министар пољопривреде: Славко Докмановић
- министар правосуђа и управе: Војин Шуша
- министар здравства и социјалног осигурања: Младен Јовић
- министар информисања: Илија Петровић
- министар привредних односа, привредног развоја и индустрије: Пајо Недић
- министар просвјете: Милан Кнежевић
- министар културе и вјера: Боривоје Милинковић
- министар урбанизма, стамбено-комуналних дјелатности и грађевинарства: Богдан Воркапић
- министар саобраћаја и веза: Миомир Црногорац
- министар без портфеља: Стево Богић